# Earnest Ross
Earnest Lee Ross Jr. (Hagåtña, 27 gennaio 1991) è un cestista statunitense.